# The Call (Film)
The Call (Originaltitel: 着信アリ, Chakushin ari – deutscher Festivaltitel: One Missed Call) ist ein japanischer Horrorfilm des Regisseurs Takashi Miike aus dem Jahr 2003 und basiert auf einer Geschichte von Yasushi Akimoto. Der Film handelt von einer Gruppe junger Studenten, die Anrufe mit Todesbotschaften aus der nahen Zukunft erhalten und Stunden später brutal getötet werden.
2005 und 2006 gab es zwei Fortsetzungen: The Call 2 unter der Regie von Renpei Tsukamoto und The Call 3 – Final unter der Regie von Manabu Asou. Im Jahr 2008 erschien unter dem Titel Tödlicher Anruf eine Neuverfilmung.

## Handlung
Nach der Beerdigung ihrer Freundin Rina trifft sich Yoko mit fünf befreundeten Studenten in einem Restaurant. Als Yoko und Yumi auf die Toilette gehen, klingelt plötzlich Yokos Handy mit einer anderen Melodie als üblich. Sie verpasst den Anruf, sieht dann aber, dass sie von ihrer eigenen Nummer angerufen wurde und der Anruf zwei Tage in der Zukunft getätigt wurde. Als sie ihre Mailbox abhört, hört sie ihre eigene Stimme und sich selbst schreien. Sie glaubt an einen Scherz und beachtet dies nicht weiter. Zwei Tage später, zu exakt demselben Zeitpunkt, an dem der Anruf getätigt wurde, telefoniert Yoko mit Yumi und benutzt genau dieselben Worte, die sie auf ihrer Mailbox gehört hatte. Kurz darauf wird sie von einer unsichtbaren Macht von einer Brücke vor einen Zug gestoßen.
Yumi, die seit ihrer Kindheit von ihrer tyrannischen Mutter misshandelt wurde und seitdem unter diversen Phobien leidet, erfährt bei der anschließenden Beerdigung, dass Yoko nach Rina bereits das zweite Opfer einer unheimlichen Mordserie wurde, die sich über den Nummernspeicher des jeweils letzten Opfers weiterverbreitet. Als innerhalb weniger Tage drei weitere Studenten nach gleichem Schema ermordet werden, beschließt Yumi gemeinsam mit Hiroshi, dem Bruder des ersten Opfers Ritsuko, das Geheimnis der tödlichen Anrufe zu ergründen. Ihre Ermittlungen führen in eine psychologische Kinderklinik, in der einst Ritsuko als Krankenschwester arbeitete und einem Fall des Münchhausen-Stellvertretersyndroms nachging. Sie verdächtigte eine gewisse Marie Mizunuma ihre Kinder bewusst durch medizinische Behandlungen zu schädigen.
Im weiteren Verlauf der Handlung erhält auch Yumi eine solche Nachricht mit besagter Todeswarnung, die sie schließlich in einen stillgelegten Trakt des Kinderkrankenhauses führt. Spätestens jetzt verschmelzen Wirklichkeit und Wahrnehmung. Yumi gelingt es mit Hilfe von Hiroshi ihren Todeszeitpunkt zu überstehen. Anschließend finden sie den entstellten und halbverwesten Körper der fürsorglichen Marie Mizunuma, die jedoch nicht ihre Kinder misshandelte, sondern ebenfalls unter ihrer zehnjährigen Tochter Mimiko zu leiden hatte, die ständig ihre jüngere Schwester malträtierte. Am Ende des Films entdeckt Hiroshi, dass Mimiko in Wahrheit jene Anrufe vom Handy ihrer toten Mutter tätigte und verantwortlich für den Tod der jungen Studenten ist. Ihr letztes Opfer wird vermutlich Yumi, die ihrerseits – getrieben vom Geist Mimikos – Hiroshi mit einem Messer attackiert.

## Kritiken
„Vergleichsweise schwacher Horrorfilm von Takashi Miike, der wenig originell auf der Erfolgswelle japanischer Horrorfilme mitsurft, gleichwohl durch die sorgfältige Inszenierung und atmosphärische Bildkompositionen dennoch für abgründige Spannung sorgt.“

„Kult- und Skandalregisseur Miike („Ichi the Killer“) inszenierte diesmal geradezu „brav“. Er gönnt seinem etwas zähen Film leider nur wenige Schreckmomente, dafür Durchhänger und kaum Originelles: Dass böse Geister sich mit Unterhaltungselektronik auskennen, wissen wir schon aus den „Ring“-Filmen. [Fazit:] Behäbiger Japan-Grusel mit groteskem Ende“